# 케제슈페츨레
케제슈페츨레(독일어: Käsespätzle) 또는 케스크뇌플레(알레만어: Käsknöpfle)는 독일 남부와 스위스, 리히텐슈타인, 오스트리아 서부 등에 걸친 중앙 유럽 지역의 전통 음식이다. 치즈와 "슈페츨레/크뇌플레"라 불리는 국수로 만드는 요리이며, 리히텐슈타인의 국민 음식으로 여겨진다.

## 이름
- 독일 슈바벤: 케스페츨레(Kässpätzle), 케스파차(Kässpatzâ), 케스파츤(Kässpatzn)
- 리히텐슈타인, 오스트리아 포어아를베르크: 케스크뇌플레(Käsknöpfle)
- 스위스: 케스크뇌플리(Chäschnöpfli)
- 오스트리아 티롤: 카스파츨른(Kasspatzln)

## 만들기
물기를 뺀 슈페츨레와 잘게 간 치즈를 캐서롤 그릇에 켜를 지어 쌓은 다음 오븐에서 굽는다. 치즈는 레스 치즈, 림부르거, 바이스라커, 베르크 치즈, 수라 치즈, 에멘탈 치즈 등이 사용된다. 잘 구워진 케제슈페츨레에는 양파 볶음이나 양파 튀김을 올리고 차이브를 뿌려 낸다.

## 변형
오스트리아의 잘츠부르크와 슈타이어마르크 북부에서는 카스노켄(Kasnocken)이라 불리는 음식을 먹는데, 오븐에서 굽는 케제슈페츨레와 달리 팬에 슈페츨레를 담고 우유를 약간 부은 다음, 간 치즈를 넣어 저으며 녹인다. 그 다음은 그릇에 담고 양파 볶음이나 양파 튀김을 올리고 차이브를 뿌려 낸다.

## 같이 보기
- 맥 앤 치즈
- 브린조베 할루슈키